# Цетршев (герб)
Цетршев (пол. Cietrzew) — польский дворянский герб.

## Описание
В красном поле тетерев, вправо. В навершии шлема золотой полумесяц рогами вверх; над ним две золотые же звезды вертикально.
Герб Цетршев (употребляют: Сикорские) внесен в Часть 1 Гербовника дворянских родов Царства Польского, стр. 130. См. также: Осморог (герб).

## Герб используют
7 родовBerkhan, Birkan, Bukomowicz, Bukowicz, Jaguczański, Kętrowicz, Sikorski
СикорскиеФамилии этой Антон в 1764 году владел имением Шишино в Калишском Воеводстве. Феофил, Подчаший Венденский, владел в тогдашнем Иновроцлавском Воеводстве имением Осьна, которое в 1778 году променял на имение Куявского Капитула Седлимин, в Бржеско-Куявском Воеводстве состоявшее. Викентий, около 1790 года, владел земским имением в Мельницкой Земле, Людовик же в 1792 году получил должность Подстолия Поморского.